# Carlos Figueredo (Komponist)
Carlos Enrique Figueredo Agreda (* 15. August 1909 in Tocuyito; † 18. November 1986 in Caracas) war ein venezolanischer Pianist und Komponist.

## Leben
Figueredo ging in den 1920er Jahren nach Caracas, wo er im Haus des Schriftstellers Rómulo Gallegos lebte und an der Escuela superior de Musica bei Vicente Emilio Sojo studierte. Seine Bachelorarbeit war ein Streichquartett, das 1989 von den Solistas de Venezuela am Wiener Konservatorium aufgeführt wurde.
Neben Werken für Klavier, für Violine und Klavier und Chor und Klavier komponierte Figueredo u. a. fünf Sinfonien für großes Orchester, eine Suite Venezolana und eine Serenade. Tres Miniaturas für Klavier und Violine widmete er Luis Morales Bance.